# NEC PC 8001 MK 2 SR
NEC PC 8001 MK 2 SR (PC 8001 MK 2 SR) је кућни рачунар, производ фирме NEC који је почео да се израђује у Јапану током 1985. године.
Користио је PD780C-1 (Z80 компатибилан) као централни микропроцесор а RAM меморија рачунара PC 8001 MK 2 SR је имала капацитет од 64 KB. 

## Детаљни подаци
Детаљнији подаци о рачунару PC 8001 MK 2 SR су дати у табели испод.
|                       |                                                                                  |
| [ 1 ]                 |                                                                                  |
| Произвођач            |                                                                                  |
| Тип                   | кућни рачунар                                                                    |
| Меморија              | 64 KB                                                                            |
| Поријекло             | Јапан                                                                            |
| Година                | 1985                                                                             |
| Тастатура             | 83 тастера, стил писаће машине, са 5 функцијских тастера и а нумеричка тастатура |
| Процесор              |                                                                                  |
| Фреквенција процесора | 4                                                                                |
| RAM                   | 64 KB                                                                            |
| ROM                   | N80SR-BASIC 40 KB, N80-BASIC 32 KB                                               |
| Текст                 | 80 стубова x 25 линија (8 боја) највише                                          |
| Графика               | 640 x 200 тачака (8 боја) највише                                                |
| Боја                  | 8                                                                                |
| Звук                  | 3 FM канала, 3 PSG канала. Исто као PC-8801FE (YM2203)                           |
| Димензије             | 44 (ширина) x 29,5 (дубина) x 8,5 (висина) / 3                                   |
| Портови               |                                                                                  |
| Оперативни систем     |                                                                                  |